# تقسیم (فیلم ۱۹۶۸)
تقسیم یا شکاف (به انگلیسی: The Split) فیلمی محصول سال ۱۹۶۸ و به کارگردانی گوردون فلیمینگ است. در این فیلم بازیگرانی همچون جیم براون، داین کارول، جولی هریس، ارنست بورگناین، جین هکمن، جک کلاگمن، وارن اوتس، جیمز ویتمور، دونالد ساترلند، جویس جیمسون و جکی ژوزف ایفای نقش کرده‌اند.